# حفيرة حاج بربين (مشرحات)
حفيرة حاج بربين (بالفارسية: حفیره حاجی‌بربین) هي قرية تقع في إيران في قسم مشرحات الريفي. يقدر عدد سكانها بـ 535 نسمة .